# Arthopyrenia pithyophila
Arthopyrenia pithyophila är en lavart som beskrevs av Theodor 'Thore' Magnus Fries och Olof Gotthard Blomberg. Arthopyrenia pithyophila ingår i släktet Arthopyrenia, och familjen Arthopyreniaceae. Arten är reproducerande i Sverige.